# Uchidanura
Genre
Uchidanura est un genre de collemboles de la famille des Neanuridae.

## Distribution
Les espèces de ce genre se rencontrent en Océanie.

## Liste des espèces
Selon Checklist of the Collembola of the World (version du 4 novembre 2019) :
- Uchidanura bellingeri Mari Mutt, 1979
- Uchidanura esakii (Uchida, 1944)

## Publication originale
- Yosii, 1954 : Springschwanze des Oze-Naturschutzgebietes. Scientific Researches of the Ozegahara Moor, p. 777-830.